# Basin Street Blues
Basin Street Blues ist eine Ballade, die von Spencer Williams geschrieben und 1928 veröffentlicht wurde. Das heute genutzte Vorspiel (Verse) und ein Teil des heutigen Textes wurde 1931 durch Glenn Miller und Jack Teagarden ergänzt. Der Song, der erstmals von Louis Armstrong auf Platte eingespielt wurde, entwickelte sich zum Jazzstandard.
Williams, der in einem der Bordelle des New Orleanser Rotlicht-Bezirkes Basin Street aufwuchs, setzte der Straße aus der Erinnerung ein Denkmal. 1928 waren die Bordelle längst geschlossen und der betreffende Teil der Straße in North Saratoga Street umbenannt.

## Kennzeichen des Stücks
Der ursprüngliche Verse, der zwölf Takten umfasste, kann musikalisch als Blues charakterisiert werden; es schließt sich ein in B-Dur gehaltener Chorus von 16 Takten in der Liedform A-A-B-B" an, der aufgrund seiner Akkordprogression ein klassischer Popsong ist. In der heute üblichen „Fassung erinnern bei der gegebenen Melodie an einen Blues lediglich die Blue Notes des Vorspiels und der langsame Vortrag.“

## Wirkungsgeschichte
1928 entstand die erste Plattenaufnahme mit dem Song durch Louis Armstrong, der in dem Song auch mit seinem Sextett scatete. 1929 entstand eine erste Aufnahme durch Jack Teagarden. 1931 nahm er das Stück mit den Charleston Chasers noch einmal auf. Am Vorabend der Aufnahme wurde der Text von Teagarden und Glenn Miller verändert. Die neuen Zeilen Won't you come along with me/To the Mississippi … bewirken, dass die Straße als interessantes Ausflugsziel erscheint; tatsächlich waren jedoch damals bereits viele der Gebäude abgerissen oder leerstehend.
Mit dem neuen Text wurde der Song mehrfach ein Hit:
- The Charleston Chasers (Leitung: Benny Goodman, Gesang: Jack Teagarden, 1931, #14)
- Benny Goodman and His Orchestra (1934, #14)
- Bing Crosby und Connee Boswell (1937, vocal, #12)
- Louis Armstrong und His Hot Five (1938, vocal, #20)

Der Song wurde bald zum Standard und von Fats Waller, Teddy Wilson oder Duke Ellington eingespielt. Ella Fitzgerald nahm den Song mit Sy Oliver für Decca auf Lullabies of Birdland auf. In den 1950er Jahren hielt der Song in die Dixieland-Revival- und Trad-Jazz-Szene Einzug: Bands wie die von Chris Barber, die Firehouse Five oder Papa Bue’s Viking Jazzband nahmen sich des Songs an. Auch Musiker des Modern Jazz interpretierten den Song, etwa Teddy Charles, Dave Brubeck, Miles Davis (auf „Seven Steps to Heaven“ 1963), Jimmy Smith oder David Sanborn (2008).

### Weitere Coverversionen
Jenseits des Jazz sind Versionen von Bob Wills and his Texas Playboys mit Tommy Duncan, von Louis Prima, von Sam Cooke oder von Dr. John  (Goin' Back to New Orleans, 1992) und von Willie Nelson, aber auch von Kid Koala zu nennen. Jo Stafford verwendete den Song für ein Duett mit Frankie Laine. Liza Minnelli sang das Stück in Liza’s at The Palace...!.
Der Basin Street Blues wurde auch im Film The Curious Case of Benjamin Button verwendet.